# لويغي ليغوري
لويغي ليغوري هو لاعب كرة قدم إيطالي في مركز الهجوم، ولد في 31 مارس 1998 في نابولي في إيطاليا. لعب مع نادي باري.

## وصلات خارجية
- لويغي ليغوري على موقع قاعدة بيانات كرة القدم.إي يو (الإنجليزية)
- لويغي ليغوري على موقع Soccerway.com (الإنجليزية)